# Nativity
Nativity (The Nativity Story) è un film del 2006 diretto da Catherine Hardwicke.

## Trama
A Nazaret, città oppressa dalle tasse emesse dal re Erode, all'adolescente Maria viene detto dai genitori che è stata promessa in sposa ad un uomo di nome Giuseppe. Angosciata all'idea di sposare un uomo che non conosce e non ama, Maria si rifugia in un antico oliveto per raccogliere i propri pensieri. Qui riceve la visita dell'arcangelo Gabriele che le dice che è stata scelta da Dio per partorire il suo unico figlio, e dargli il nome Gesù e che questo sarà il Salvatore del suo popolo.
Intanto dalla Persia, un gruppo di uomini, i Magi, sta studiando la stessa profezia, e Melchiorre convince gli altri due re Magi ad intraprendere il viaggio verso la Giudea, seguendo la "stella". Dopo un periodo trascorso con la cugina Elisabetta, anche lei incinta, Maria torna a Nazaret e rivela la propria gravidanza. Allo sconcerto iniziale fa seguito la comprensione.
Quando Erode ordina a tutti gli uomini di tornare nelle città natali per un censimento che dovrebbe permettergli di identificare il Messia, Giuseppe e Maria cominciano il viaggio per tornare a Betlemme. Quando arrivano Maria accusa le doglie del parto. Cercato invano un alloggio, si sistemano in una stalla, dove di lì a poco giungono anche i Magi. Il "Re dei re" nasce nel più umile dei luoghi. Erode vuole uccidere il Messia e ordina l'infanticidio di tutti i neonati di Betlemme, Giuseppe e Maria fuggono però in Egitto.

## Produzione
Il film è stato girato a Matera e Craco, in Basilicata; a Ouarzazate (Marocco) e negli studi di Cinecittà a Roma.

## Distribuzione
È uscito in contemporanea nelle sale di tutto il mondo il 1º dicembre 2006.

## Riconoscimenti
- 2007 – Young Artist Awards
  - Candidatura come miglior attrice in un lungometraggio a Keisha Castle-Hughes